# Georg Fresenius
Johann Baptist Georg Wolfgang Fresenius (* 25. September 1808 in Frankfurt am Main; † 1. Dezember 1866 ebenda) war ein deutscher Arzt und Botaniker mit dem Spezialgebiet der Algen. Sein offizielles botanisches Autorenkürzel lautet „Fresen.“

## Leben
Ab 1826 studierte Fresenius Medizin an den Universitäten Heidelberg, Würzburg und Gießen. Während seines Studiums wurde er 1828 Mitglied der Alten Gießener Burschenschaft Germania; er war auch Mitglied der Burschenschaft Germania zu Würzburg und der Burschenschaft in Heidelberg. Er promovierte in Gießen 1829 und ließ sich in Frankfurt als praktischer Arzt nieder, was er trotz aller Nebentätigkeiten auch bis zu seinem Tode auch blieb. Doch Botanik blieb sein Hobby, das er schon während der Schulzeit und später in Heidelberger Studienjahren mit seinem Freund George Engelmann, dem späteren deutsch-amerikanischen Botaniker, betrieben hatte.
Ab 1831 war er Sektionär (Kustos) am Botanischen Garten der Dr. Senckenbergischen Stiftung und am „Herbarium Senckenbergianum“ der Senckenbergischen Naturforschenden Gesellschaft. Er hielt auch Vorlesungen am Senckenbergischen Medizinischen Institut in Frankfurt am Main, wo er 1863 zum Titular-Professor ernannt wurde. Er war es auch, der das Interesse seines Schülers, des späteren Mediziners und Botanikers Heinrich Anton de Bary, auf die Erforschung von Algen und Pilzen und den Umgang mit dem Mikroskop lenkte.
So hielt Fresenius, wie die anderen Sektionäre der Dr. Senckenbergischen Stiftung, schon vor der Frankfurter Universitätsgründung im Jahr 1914 botanische Vorlesungen ab und veranstaltete Exkursionen.
Georg Fresenius war ein Enkel von Johann Philipp Fresenius. Der jüngere Bruder von Georg Fresenius war der Großvater von Eduard Fresenius. Der Sohn eines Cousins ersten Grades von Georg Fresenius war Carl Remigius Fresenius.

## Ehrentaxon
Ihm zu Ehren wurde die Gattung Fresenia DC. der Pflanzenfamilie der Korbblütler (Asteraceae) benannt.

## Schriften
- Taschenbuch zum Gebrauche auf botanischen Excursionen in der Umgegend von Frankfurt a. M., enthaltend eine Aufzählung der wildwachsenden Phanerogamen, mit Erläuterungen und kritischen Bemerkungen im Anhange, 2 Bände, Verlag H. L. Brönner, Frankfurt am Main 1832–1833; Digitalisierte Fassung.
- Beiträge zur Mykologie, Verlag H. L. Brönner, Frankfurt 1850–1863.